# USA Rugby
USA Rugby (offiziell englisch United States of America Rugby Football Union, USAR) ist der nationale Dachverband für Rugby Union und Siebener-Rugby in den Vereinigten Staaten. Der im Jahr 1975 gegründete Verband hat seinen Sitz in Glendale, Colorado. Seit 1987 vertritt er die Vereinigten Staaten beim Weltverband World Rugby und seit 2001 beim Kontinentalverband Rugby Americas North.

## Aufgabe
Rugby Canada stellt die die Vereinigten Staaten vertretenden Nationalmannschaften, einschließlich der für die Männer, Frauen und Jugend, zusammen. USA Selects bilden die zweite Mannschaft der USA und nahmen bis 2016 an der Americas Rugby Championship teil, bevor man zur World Rugby Americas Pacific Challenge wechselte. Daneben organisiert der Verband das Kinder- und Jugend-Rugby in den Vereinigten Staaten. Kinder und Jugendliche werden bereits in der Schule an den Rugbysport herangeführt und je nach Interesse und Talent beginnt dann die Ausbildung. Wie andere Rugbynationen verfügen die USA über eine U-20-Nationalmannschaft, die an den entsprechenden Weltmeisterschaften teilnimmt. Auch an Colleges und Universitäten wird der Rugbysport immer beliebter und als Alternative zum American Football angeboten. Ebenso ist USA Rugby verantwortlich für die Siebener-Rugby-Nationalmannschaft der Vereinigten Staaten und da Siebener-Rugby eine olympische Sportart ist, arbeitet es hier mit dem United States Olympic & Paralympic Committee zusammen.
Der Verband organisiert auch den nationalen Spielbetrieb. Die professionelle Major League Rugby, an der im Jahr 2024 elf Mannschaften teilnehmen, ist die höchste Rugbyliga für Männer in den USA und wurde 2017 zur Entwicklung des Rugbysports gegründet. Ein Großteil der für die Nationalmannschaft antretenden Spieler speist sich seitdem aus dieser Liga, weitere Spieler sind vor allem in England und Australien tätig. Der nationalen Meisterschaft übergeordnet ist die zusammen mit zwei Franchises aus Argentinien sowie je einem Team aus Brasilien, Chile, Paraguay und Uruguay ausgetragene internationale Meisterschaft Super Rugby Americas. Die wichtigste Rugby-Union-Liga für Frauen ist die professionelle Women’s Premier League Rugby, an der sieben Mannschaften teilnehmen. Ein Großteil der für die Nationalmannschaft antretenden Spielerinnen speist sich seitdem aus dieser Liga, weitere Spieler sind vor allem in England tätig. Darunter ist die halbprofessionelle Women’s Elite Rugby angesiedelt, die seit 2025 zwischen sechs Teams ausgetragen wird.
USA Rugby richtet auch regelmäßig internationale Turniere aus. So werden die USA Sevens jährlich im Dignity Health Sports Park in Los Angeles ausgetragen. USA Rugby wird Gastgeber der Weltmeisterschaft 2031 und Frauen-Weltmeisterschaft 2033 sein.

## Geschichte

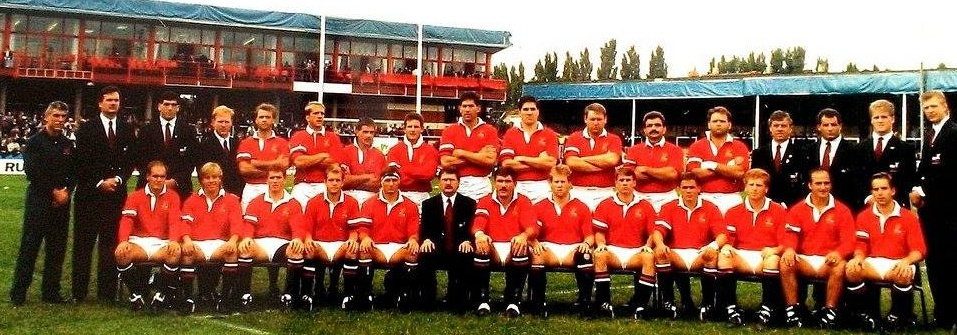
Die Nationalmannschaft der USA bei der Weltmeisterschaft 1991

USA Rugby wurde am 7. Juni 1975 in Chicago unter dem Namen United States of America Rugby Football Union gegründet und 1987, kurz vor der ersten Weltmeisterschaft, Vollmitglied des International Rugby Football Board (IRFB; heute World Rugby). USA Rugby ist außerdem Gründungsmitglied der North America and West Indies Rugby Association (NAWIRA; heute Rugby Americas North), die 2001 entstand, als Kanada und die USA der West Indies Rugby Association beitraten.

## Logo
Das Logo des Verbandes USA Rugby zeigt einen Weißkopfseeadler (Haliaeetus leucocephalus) in den Nationalfarben weiß, blau und rot, der einen Rugby-Union-Ball trägt, mit dem Schriftzug USA Rugby darunter. Der Spitzname der Nationalmannschaften lautet Eagles („Adler“) und ist vom Wappenvogel der Vereinigten Staaten, dem Weißkopfseeadler, entlehnt. Dementsprechend ist das Maskottchen ein Weißkopfseeadler und trägt den Namen Rookie the Eagle.